# Wahlen in den Vereinigten Staaten 2022
Die Wahlen in den Vereinigten Staaten 2022 fanden am 8. November statt.
Bei den Halbzeitwahlen (englisch midterm elections) während der Amtszeit von US-Präsident Joe Biden wurden gewählt:
- alle 435 Abgeordneten des Repräsentantenhauses, siehe Wahlen zum Repräsentantenhaus der Vereinigten Staaten 2022,
- 35 der 100 Senatoren im Senat, siehe Wahlen zum Senat der Vereinigten Staaten 2022,
- die Gouverneure in 36 Staaten und 3 Territorien, siehe Gouverneurswahlen in den Vereinigten Staaten 2022,
- 88 der 99 Staatsparlamente, siehe Staatsparlamentswahlen in den Vereinigten Staaten 2022.

Zusätzlich wurden noch zahlreiche Kommunalwahlen (Bürgermeister und Kommunalräte) sowie Abstimmungen durchgeführt.

## Kosten des Wahlkampfs
Mit insgesamt knapp 17 Milliarden US-Dollar an Ausgaben wurden die Wahlkampagnen zu den US-Wahlen 2022 die teuersten in der Geschichte der Vereinigten Staaten.

## Inoffizielle Stellungnahme durch Russland zur Einmischung
Einen Tag vor den Wahlen schrieb der russische Unternehmer Jewgeni Prigoschin, dem die Verstrickung in verdeckte Propagandaaktivitäten der russischen Regierung vorgeworfen wurde, auf Vkontakte über russische Einmischung in US-Wahlen: „Wir haben uns eingemischt, wir tun es und wir werden es weiter tun.“

## Ergebnisse der Wahlen
Da bei Halbzeitwahlen für gewöhnlich die Partei des amtierenden Präsidenten verliert, rechneten viele Beobachter mit einer Niederlage der Demokraten. Nach dem Urteil des Obersten Gerichtshofs zu Schwangerschaftsabbrüchen im Frühsommer hatten sich die Umfragen zunächst aber zugunsten der Demokraten geändert, deren Wähler durch das Urteil motivierter waren. Lagen die Republikaner in den Umfragen zum Repräsentantenhaus im Frühjahr noch 5 Prozent vorne, war das Rennen im Sommer weitgehend ausgeglichen. Seit Mitte Oktober konnten die Republikaner wieder zulegen und lagen in Umfragen wieder 3–5 Prozent vor den Demokraten. Politische Experten führten dies auf die hohe Inflation bzw. Lebenshaltungskosten und die Unzufriedenheit mit Präsident Biden zurück, die vor den Wahlen die Abtreibungsthematik erneut überlagerte.
Nach Wahlschluss zeichnete sich zunächst sowohl bei den Kongresswahlen als auch bei den Gouverneurswahlen ein in etwa ausgeglichenes Ergebnis für beide Parteien ab: Sowohl die Mehrheit im Senat als auch im Repräsentantenhaus war vorläufig noch nicht entschieden. Mit endgültigen Ergebnissen für das Repräsentantenhaus wurde wegen langwieriger Stimmauszählungen in mehreren Staaten erst in einigen Tagen bis Wochen gerechnet. Am 16. November 2022 erreichten die Republikaner im Repräsentantenhaus nach Auszählung der meisten Stimmen bzw. Wahlkreise eine knappe Mehrheit von 218 zu 211. In den restlichen 6 Wahlkreisen war das Ergebnis noch ausständig. Nach Auszählung fast aller Stimmen kamen die Republikaner auf 222 Sitze, die Demokraten auf 213. Im Vergleich zur Wahl 2020 verloren die Demokraten 9 Sitze, die Republikaner konnten 9 Sitze hinzugewinnen. Im 3. Kongresswahlbezirk von Colorado war noch eine Neuauszählung der Stimmen offen, diese wird aller Voraussicht nach aber nichts mehr an der Zusammensetzung ändern. Am 12. Dezember wurde bekannt gegeben, dass die Neuauszählung der Stimmen im 3. Kongresswahlbezirk von Colorado nur unwesentliche Änderungen ergab, die republikanische Amtsinhaberin Lauren Boebert wurde knapp wiedergewählt – die Republikaner erreichten nach Auszählung aller Stimmen bundesweit demnach 222 Sitze, die Demokraten 213. Nach den Wahlen starb der wiedergewählte Demokrat im 4. Kongresswahlbezirk von Virginia, weshalb am 21. Februar 2023 eine Sonderwahl abgehalten werden muss. Der Bezirk gilt aber als stark demokratisch, daher wird es auch in diesem Bezirk bzw. bundesweit vermutlich keine Änderungen bei der Zusammensetzung des neuen Repräsentantenhauses geben.
Die Kontrolle im Senat war lange Zeit offen: Zunächst konnten die Demokraten mit Pennsylvania einen Sitz von den Republikanern hinzugewinnen; allerdings waren drei von den Demokraten gehaltene Staaten dermaßen knapp, dass erst am Samstag nach den Wahlen nach Auszählung der meisten Stimmen klar war, dass die Demokraten die Kontrolle im Senat behalten werden. Die demokratischen Amtsinhaber in Arizona und Nevada wurden wiedergewählt, sodass die Demokraten mindestens 50 Sitze stellen werden, die Republikaner 49. Am 6. Dezember kam es im Bundesstaat Georgia noch zu einer Stichwahl, die aber für die Kontrolle im Senat nicht mehr ausschlaggebend war – denn sollten die Republikaner diesen Sitz noch von den Demokraten hinzugewinnen, würde bei einer Abstimmung im Senat mit Stimmengleichheit von 50-50 Vizepräsidentin Kamala Harris die ausschlaggebende Stimme abgeben. Letzteres trat nicht ein, da am 6. Dezember der demokratische Amtsinhaber die Stichwahl gewinnen konnte. Zusammen mit den zwei unabhängigen Senatoren stellen die Demokraten im neuen US-Senat 51 Sitze (+1), die Republikaner 49 (−1). Die Abgeordnete des Senats der Vereinigten Staaten, Kyrsten Sinema, hat die Demokratische Partei am 9. Dezember 2022 verlassen; sie gehört somit fortan als parteilose Unabhängige dem Gremium an. Damit halten die Demokraten inkl. der 2 Unabhängigen Angus King und Bernie Sanders zu Beginn der neuen Legislaturperiode im Januar 2023 nur noch 50 der 100 Sitze, obwohl Sinema angekündigt hat bei einzelnen Themen weiterhin mit den Demokraten zu stimmen.
Bei den Gouverneurswahlen konnten die Demokraten mit Arizona, Maryland und Massachusetts drei Sitze von den Republikanern hinzugewinnen. Die Republikaner konnten Nevada von den Demokraten hinzugewinnen. Nach den Wahlen stellen die Republikaner nun 26 Gouverneure (−2), die Demokraten 24 (+2).
Obwohl vor den Wahlen von vielen Experten prognostiziert, trat die „rote (republikanische) Welle“ nicht ein. Auf die Präsidentenwahlen 2024 bezogen, sahen viele Experten in den Ergebnissen eine Schwächung Donald Trumps (mehrere seiner von ihm unterstützten Kandidaten haben ihre Wahlen verloren), während der Gouverneur von Florida, Ron DeSantis, der mit fast 20 Prozent Vorsprung wiedergewählt wurde, zum neuen republikanischen Shootingstar für die Wahl 2024 erklärt wurde.
Nach Bekanntwerden des für die Republikanische Partei enttäuschenden Wahlergebnisses meldeten sich Kritiker von Donald Trump zu Wort und gaben diesem die Schuld an dem Wahlausgang. Der als Trump-Kritiker bekannte Gouverneur von Maryland Larry Hogan erklärte, dass dies die „dritte Wahlniederlage in Folge“ sei, die Trump zuzuschreiben sei. Senator Bill Cassidy aus Louisiana sagte, dass die von Trump unterstützten Kandidaten nicht die Erwartungen erfüllt hätten. Auch der Führer der republikanischen Senatsminderheit Mitch McConnell sah sich innerparteilicher Kritik ausgesetzt. Die Präsentation der Republikanischen Partei sei für die Wähler nicht überzeugend.